# 天地情緣 (專輯)
《天地情緣》是香港歌手黎明的錄音室專輯，全碟收錄10首歌曲，由陳永明監製，專輯於1994年7月19日由唱片公司寶麗金作全球性發行。此專輯在發行首天已錄得四白金銷量（二十萬張以上），曾登上國際唱片業協會（IFPI）的唱片銷量榜冠軍。2022年，香港環球唱片以《環球經典禮讚》系列的形式重新發行此專輯。

## 背景
黎明在錄製《天地情緣》專輯前，已經與寶麗金合作發行了十五張錄音室專輯，他在1993年為和記電訊拍攝廣告，以〈夏日傾情〉作為廣告主題曲，獲得正面的反應，掀起了以黎明為主角並演繹主題曲的廣告熱潮。和記電訊有見及此，決定於1994年製作一輯名為「天地情緣」的廣告，並創作歌曲〈那有一天不想你〉以配合廣告內容，該輯廣告由黎明、童愛玲擔任男女主角，採用音樂短片的手法拍攝，時長三分半鐘，於1994年4月15日在香港的翡翠台、本港台、明珠台、亞洲電視國際台的黃金時段同步播出，同時亦透過衛星向全球播映。

## 製作與發行

### 歌曲製作
此專輯共有10首歌曲，包括9首粵語歌曲及1首國語歌曲，原創歌曲和改編歌曲的數目比例相若，當中收錄了電視劇、廣告、電影等主題曲，曲風包括抒情和舞曲。專輯的主打歌曲〈那有一天不想你〉是黎明主演的和記傳訊產品「天地線」廣告主題曲，由林慕德作曲及編曲、向雪懷填詞，歌曲前奏及編曲帶有拉丁音樂風格，旋律低沉幽怨，歌詞以廣告的訊息、意念為創作藍本，結合廣告主題、歌手形象及詞人風格；第二主打歌〈藍色街燈〉是黎明主演的電影《都市情緣》的插曲，歌曲改編自歌手邰正宵主唱的作品〈Don't Say GoodBye〉，由古倩敏填詞；第三主打歌〈不醉舞夜〉改編自Bandabah主唱的作品〈Balé do Amor〉，是一首具有拉丁音樂風格的舞曲，以森巴音樂編排，屬雷鬼音樂。歌曲〈GOODBYE MY LOVE〉改編自日本歌手陣內大藏創作的歌曲〈Oh! Half Moon〉，是一首快板歌；〈最後的戀愛〉是一首國語歌曲，由香港音樂人單立文作曲及填詞、蘇德華編曲，歌曲取自黎明於1994年3月在台灣發行的國語專輯《為我停留》，在此專輯再度收錄；〈一段盟誓〉是電影《都市情緣》的主題曲，歌曲改編自台灣歌手黃品源主唱的台語歌曲〈永遠攏共款〉，由劉卓輝創作粵語歌詞；〈獻出激情〉為1994年國際足協世界盃的香港區主題曲，是一首宣揚和平的勵志的歌曲；〈不該再讓你孤單〉取自收錄於黎明的國語專輯《為我停留》的歌曲〈寧願時光倒轉〉，由趙增熹重新編曲及由向雪懷創作粵語歌詞；〈晨曦〉是黎明以筆名「天濛光」創作的歌曲，旋律純淨，以色士風和結他伴奏；〈我的親愛還是你〉改編自台灣男子合唱團體新少年俱樂部主唱的作品〈當你孤單你會想起誰〉，將原曲的少男情懷昇華為深情的戀曲。

### 發行
首批發行的《天地情緣》雷射唱片封套採用長條特別設計，橫度約有2張雷射唱片的長度，除了附有摺頁歌詞紙外，亦附送20頁的黎明寫真集，寶麗金其後推出了簡約設計的版本，採用傳統的唱片封套包裝設計，歌詞冊則以小冊子形式設計。傳媒報導指《天地情緣》專輯原定於1994年6月8日發行，當時寶麗金與黎明正在商討續約事宜，寶麗金其後將此專輯的宣傳工作全部抽起，原定於《勁歌推介》節目播放〈藍色街燈〉音樂短片的計劃也擱置，而15萬張已經印製好的唱片則扣留在寶麗金的貨倉內。黎明與寶麗金其後在合約屆滿前達成續約共識，並於1994年7月8日簽訂新合約，寶麗金隨即安排推出此專輯。

### 曲目列表
| CD       | CD              | CD       | CD                 | CD       | CD                                                  | CD    |
| 曲序     | 曲目            |          | 作曲               | 编曲     | 备注                                                | 时长  |
| -------- | --------------- | -------- | ------------------ | -------- | --------------------------------------------------- | ----- |
| 1.       | 那有一天不想你  | 向雪懷   | 林慕德             | 林慕德   |                                                     | 4:43  |
| 2.       | 不醉舞夜        | 劉卓輝   | Dito、Jorge Zarath | 陳澤忠   | 原曲為Bandabah的〈Balé do Amor〉                    | 3:52  |
| 3.       | 藍色街燈        | 古倩敏   | 邰正宵             | 唐奕聰   | 原曲為邰正宵的〈Don't Say GoodBye〉                 | 5:30  |
| 4.       | GOODBYE MY LOVE | 劉卓輝   | 陣內大藏           | 方樹樑   | 原曲為陣內大藏的〈Oh! Half Moon〉                   | 4:25  |
| 5.       | 最後的戀愛      | 單立文   | 單立文             | 蘇德華   | 電影《仙人掌》主題曲                                | 3:50  |
| 6.       | 一段盟誓        | 劉卓輝   | 黃品源             | 趙增熹   | 電影《都市情緣》主題曲 原曲為黃品源的〈永遠攏共款〉 | 4:12  |
| 7.       | 獻出激情        | 簡寧     | 劉諾生             | 唐奕聰   | 無線電視1994年國際足協世界盃主題曲                  | 3:38  |
| 8.       | 不該再讓你孤單  | 向雪懷   | 吳旭文             | 趙增熹   |                                                     | 4:02  |
| 9.       | 晨曦            | 向雪懷   | 天濛光             | 劉諾生   |                                                     | 4:20  |
| 10.      | 我的親愛還是你  | 劉卓輝   | 施盈偉             | 唐奕聰   | 改編自新少年俱樂部主唱的〈當你孤單你會想起誰〉      | 3:50  |
| 总时长： | 总时长：        | 总时长： | 总时长：           | 总时长： | 总时长：                                            | 42:22 |

### 幕後製作人員
以下是《天地情緣》的幕後製作人員名單：
- 鍵琴：林慕德（曲目1）、唐奕聰（曲目3,7,10）、丁志光（曲目5）、趙增熹（曲目6,8）、劉諾生（曲目9）
- 結他：蘇德華（曲目1－6,8,9）、陳國平（曲目1）、鄧建明（曲目3,7,10）
- 低音結他：林志宏（曲目5,9,10）、盛旦華（曲目7）
- 鼓：陳偉強（曲目5）、Melchior Sarreal（曲目7）
- 色士風：Wink（曲目9）
- 電子樂器：林慕德（曲目1）、陳澤忠（曲目2）、唐奕聰（曲目3,7）、方樹樑（曲目4）、趙增熹（曲目8）
- 語音（女聲）：李小梅（曲目3）
- 和音：雷有曜（曲目1）、鍾慶鴻（曲目1）、陳美鳳（曲目1,4,7,9）、李小梅（曲目1,4－10）、張偉文（曲目3－8,10）、曹潔敏（曲目3,5,6,8－10）、譚錫禧（曲目3－8,10）、周小君（曲目7）、鄭鴻昌（曲目7）
- 母帶處理：Clement Pong、吳子良
- 混音：吳子良、陳永明
- 錄音：Cheung、吳子良、Tempo Ho
- 攝影：Olivier Pinchart
- 美術指導：Tom Menzi
- 設計：At-Most-Sphere Image Co. Ltd.
- 插圖：Wingyen Gavel
- 助理監製：吳子良
- 監製：陳永明
- 經理人公司：百事活娛樂事業有限公司

## 評論摘要

### 選曲路向
評論指黎明在1994年之前都以主唱商業化的主流情歌而受聽眾歡迎，例如1992年推出的歌曲〈我的親愛〉和〈我愛ICHI BAN〉，皆被評為是用來逗年輕女性開心的易上口歌曲，而黎明亦常以可愛形象來吸引年輕女性，唱片公司鑑於上述的批評，決定為黎明作出改變，讓黎明以較成熟的形象示人。陳永明表示截至1994年為止，《天地情緣》是他監製的專輯中最滿意的作品，他認為整張專輯的風格、演繹、概念都配合得好，他希望專輯內的歌曲能予人比較成熟的感覺，因此慢歌所佔的比例較多，同時亦嘗試選唱一些新類型的歌曲，例如風格比較激情的香港式慢板情歌〈藍色街燈〉和〈一段世盟〉；香港本地創作的國語歌曲〈最後的戀愛〉；黎明式的主流情歌〈那有一天不想你〉；具有夏日色彩的〈不醉舞夜〉，以及風格輕鬆的小作品〈Goodbye my love〉等。

### 歌曲演繹
這張專輯與黎明以往的作品一樣，以情歌為主，快歌佔的比例不多，其中一首快歌〈不醉舞夜〉被視為專輯內較搶耳的作品，味道節奏特別，黎明演繹此歌曲時感情揮放瀟灑，較少拘束，評論認為這首歌可為黎明另闢音樂路向。主打歌曲〈那有一天不想你〉及〈藍色街燈〉被評為商業味濃的作品，為迎合市場而創作，屬易於流行的歌曲，黎明以悲愴和憂鬱的情感演繹〈藍色街燈〉，令聽眾對此歌曲有一份說不出的情意結。樂評人黃國恩認為〈那有一天不想你〉在演繹氣氛方面是深情而有畫面深度，歌詞能夠讓聽眾加深印象，當中「瀝瀝雨夜不再似首歌」一句，在典雅中加添了淒美，而爆發點的感情控制更是一絕，給予聽者無奈而有所期待的感覺，黎明運用吐字的輕重，在中、後段一氣呵成的演繹出來，以激盪心情把歌曲帶入最高點，讓聽眾感受主角無時無刻的想念，同時亦表達出歌曲名字的真正意義。

### 曲詞創作
填詞人向雪懷表示在創作〈那有一天不想你〉的歌詞前已經知道這是一首廣告主題曲，他指自己在構思歌詞時不會把商業考量放在首位，但這首歌從構思、作曲、作詞都要經過廣告公司認可，不能偏離整個推廣活動的核心價值，因此要在創作自由和商業考慮兩者之間取得平衡，才算得上成功。

### 專輯銷量
此專輯的主打歌〈那有一天不想你〉於1994年6月在香港各大傳媒的音樂流行榜連續2星期獲得冠軍，有盜版商在專輯尚未推出前，把這首歌及其他專輯以外的歌曲集合成盜版唱片出售，有聽眾為求盡快聽到新歌而購買盜版唱片，傳媒報導指大眾對該盜版唱片的反應十分好，甚至出現賣斷市的情況。專輯於1994年7月19日作全球性發行，在發行的首天錄得四白金（二十萬張以上）的銷量，在國際唱片業協會（IFPI）的唱片銷量榜獲得冠軍，傳媒報導指《天地情緣》專輯的銷量不斷上升，截至1994年8月已售出近三十萬張。黎明對於此專輯的銷量成績感到喜出望外，同時對於盜版唱片供不應求感到不悅及無奈，並希望政府能夠全力打擊盜版活動。

## 流行榜成績
1994年，新城勁爆流行榜正式創立，與既有的903專業推介、中文歌曲龍虎榜、勁歌金榜並列成為香港四大電子媒體（俗稱「四台」），收錄於《天地情緣》專輯的歌曲〈那有一天不想你〉及〈藍色街燈〉均成為「四台冠軍歌」，以下是此專輯的派台歌曲名單，以及其歌曲在香港四大電子媒體音樂流行榜的最高位置。
| 派台歌曲／流行榜   | 903專業推介 | 中文歌曲龍虎榜 | 新城電台勁爆本地榜 | 勁歌金榜 |
| ------------------ | ----------- | -------------- | ------------------ | -------- |
| 〈那有一天不想你〉 | 兩週冠軍    | 兩週冠軍       | 兩週冠軍           | 兩週冠軍 |
| 〈藍色街燈〉       | 冠軍        | 冠軍           | 冠軍               | 冠軍     |
| 〈不醉舞夜〉       | 第7位       | 第9位          | 未有資料           | 冠軍     |

## 獎項
，黎明憑歌曲〈那有一天不想你〉獲得多個音樂獎項，他表示歌曲〈那有一天不想你〉是香港本地原創作品，對於此歌曲能夠在中國大陸的「叱咤全球華語歌曲排行榜」獲得獎項而不只局限於香港感到高興，證明香港的本地創作已經開拓了一個新里程。以下是收錄於《天地情緣》專輯的歌曲在香港及其他國家地區獲頒發的獎項：
- 電視廣播有限公司1994年度勁歌金曲季選——第二季得獎歌曲〈那有一天不想你〉[38]
- 電視廣播有限公司1994年度勁歌金曲季選——第三季得獎歌曲〈藍色街燈〉[39]
- 電視廣播有限公司1994年度十大勁歌金曲頒獎典禮——十大勁歌金曲獎〈那有一天不想你〉[40]
- 電視廣播有限公司1994年度十大勁歌金曲頒獎典禮——金曲金獎〈那有一天不想你〉
- 香港電台1994年度十大中文金曲頒獎音樂會——十大中文金曲獎〈那有一天不想你〉[41]
- 香港電台1994年度十大中文金曲頒獎音樂會——全球華人至尊金曲獎〈那有一天不想你〉
- 香港商業電台1994年度叱咤樂壇流行榜頒獎典禮——我最喜愛的歌曲大獎〈那有一天不想你〉
- 香港商業電台1994年度叱咤樂壇流行榜頒獎典禮——至尊歌曲大獎〈那有一天不想你〉[42]
- 香港商業電台1994年度叱咤樂壇流行榜頒獎典禮——至尊創作歌曲大獎〈那有一天不想你〉
- 香港商業電台1994年度叱咤樂壇流行榜頒獎典禮叱咤樂壇演創會——我最喜愛的創作歌曲〈那有一天不想你〉
- 香港商業電台1994年度叱咤樂壇流行榜頒獎典禮叱咤樂壇演創會——我最喜愛的現場演繹大獎〈那有一天不想你〉
- 香港商業電台及中央人民廣播電台叱咤全球華語歌曲排行榜——首三名得獎歌曲〈那有一天不想你〉[43]
- 新城電台1994年度新城勁爆頒獎禮——年度歌曲大獎〈那有一天不想你〉[44]
- 新城電台1994年度新城勁爆頒獎禮——大學生眼中最受歡迎歌曲〈那有一天不想你〉
- 新城電台1994年度金心情歌頒獎禮——本地金心情歌金獎〈那有一天不想你〉[45]
- 亞洲電視1994年度十大電視廣告頒獎典禮——電視廣告歌曲大獎〈那有一天不想你〉[46]
- 英國倫敦國際AM588電台——永遠經典金曲至尊大獎〈那有一天不想你〉

## 音樂錄像
歌曲〈不醉舞夜〉共有兩個版本的音樂錄像，由電視廣播有限公司製作，一個是音樂短片，而另一個是翡翠台夏日宣傳短片，音樂短片在一所大型餐廳拍攝，拍攝場地以金碧輝煌的佈置，舞蹈員穿上色彩斑斕的舞衣，呈現出嘉年華會的熱鬧氣氛。另一宣傳短片由陳家揚執導，籌備拍攝歷時約兩個月，拍攝場地因天下關係而更改，最後由紳寶汽車車廠借出場地，於1994年8月14日進行拍攝工作，排舞師林青峰為這首歌設計出「牛牛舞」，包括牛角手勢及踢腳的舞步，100名歌迷在拍攝現場等候，當中有60名歌迷參與臨時演出，並以8輛汽車作拍攝背景，黎明提議參與拍攝的歌迷拿着色彩繽紛的氣球，令畫面更為豐富。